# Комарів яр
Комарів яр — заповідне урочище місцевого значення. Об'єкт розташований на території Звенигородського району Черкаської області, село Боровикове.
Площа — 10,4 га, статус отриманий у 1998 році.